# Магнус Хиршфелд
Магнус Хиршфелд (на немски: Magnus Hirschfeld) е германски лекар и сексолог. Като открит защитник на сексуалните малцинства, заедно с адвоката Карл-Хайнрих Улрихс Хиршфелд основава през 1897 година в Берлин Научния комитет по хуманитаристика и започва да издава първото периодично издание за хомосексуалността – „Годишник на граничното в сексуалността“, както и много брошури и филми. Комитетът днес е оценяван като първата организация в защита на правата на хомосексуалните и транссексуалните хора.

## Ранен живот
Хиршфелд е бил роден в Колберг в Померания (Колобжег в днешна Полша), в семейство на ашкеназки евреи, син на известен лекар и старши медицински специалист Херман Хиршфелд. Като младеж е посещавал Колбергското катедрално училище, което по онова време е било протестантско училище.  През 1887–1888 г. учи философия и филология в Бреслау, а след това от 1888 до 1892 г. медицина в Страсбург, Мюнхен, Хайделберг и Берлин. През 1892 г. получава диплома по медицина. 
След завършването си, той пътува из Съединените щати за осем месеца, през което време се издържа от писанията си за немски журнали. В Чикаго Хиршфелд се замесва в хомосексуалната субкултура на града. Той забелязва прилики между хомосексуалните субкултури в Чикаго и Берлин, оттам Хиршфелд започва да развива теорията си за универсалността на хомосексуалността по света, като изследва книги и вестници за различни субкултури в Рио де Жанейро, Танжер и Токио. 
Той практикува природолечение в Магдебург. През 1896 година премества офиса си в Берлин-Шарлоттенбург. 
Хиршфелд проявява интерес към гей правата, когато много от неговите пациенти отнемат животите си. В немския, думата самоубийство Selbstmord  носела много негативно и порицаващо значение и темата за самоубийството била табу през 19. век.
По-конкретно, Хиршфелд посочва историята на един негов пациент като причината за неговия активизъм за гей права: млад военен офицер, страдащ от депресия се самоубива през 1896, оставяйки писмо, че не е могъл да прекрати влечението си по други мъже и затова прекратява живота си от срам и чувство за вина. В писмото, офицера пише, че нямал “силата” да сподели “истината” на родителите си. Пише още за срама “който удушавал сърцето му”. Офицерът не използва думата “хомосексуалност”, замествайки я по очевиден начин с “онова” в писмото си.  Въпреки това, в края на писмото, офицера пише следното: "Мисълта че Вие [Хиршфелд] ще допринесете за бъдеще в което немското отечество ще мисли за нас в по-справедливи термини топли последните часове на смъртта ми.”  Хиршфелд лекувал офицера в периода 1895-1896, и изразът “нас” довело до спекулацията, че съществували някакви взаимоотношения между двамата. Въпреки това, офицера ползва учтивата форма на Вие, вместо ти, което предполага, че отношенията помежду им са били стриктно професионални.
От друга страна, Хиршфелд е бил силно повлиян от съдебния процес срещу Оскар Уайлд, споменавайки го често в писанията си.  Хиршфелд често е бил засегнат от множеството белези, които имали неговите гей пациенти от опити за самоубийство. Често се е опитвал да им даде причина да живеят.

## Активистка дейност
Магнус Хиршфелд балансира между практикуването на медицина и писането за своите открития. През 1896 г., след като разговаря с хората, изложени в "човешките зоологически градини" в Große Berliner Gewerbeausstellung, Хиршфелд започва да пише книгата си от 1914 г. Die Homosexualität des Mannes und des Weibes ("Хомосексуалността на мъжете и жените"), опит за цялостно изследване на хомосексуалността по света, като част от усилията да докаже, че хомосексуалността се среща във всяка култура[17].
След като няколко години работи като общопрактикуващ лекар в Магдебург, през 1896 г. той издава брошура "Сафо и Сократ" за хомосексуалната любов (под псевдонима Т. Рамиен). През 1897 г. Хиршфелд основава Научния хуманитарен комитет заедно с издателя Макс Шпор (1850-1905), адвоката Едуард Оберг[19] (1858-1917) и писателя Франц Йозеф фон Бюлов[20] (1861-1915). Групата си поставя за цел да проведе изследвания в защита на правата на хомосексуалните и да отмени параграф 175 - раздел от германския наказателен кодекс, който от 1871 г. криминализира хомосексуалността. Те твърдят, че законът насърчава изнудването. Девизът на комитета, "Справедливост чрез наука", отразява убеждението на Хиршфелд, че по-доброто научно разбиране на хомосексуалността ще премахне социалната враждебност към хомосексуалните хора[21].
Под ръководството на Хиршфелд Научно-хуманитарният комитет събира 6000 подписа от видни германци под петиция за отмяна на параграф 175. Сред подписалите се са Алберт Айнщайн, Херман Хесе, Кате Колвиц, Томас Ман, Хайнрих Ман, Райнер Мария Рилке, Август Бебел, Макс Брод, Карл Кауцки, Стефан Цвайг, Герхарт Хауптман, Мартин Бубер, Рихард фон Крафт-Ебинг и Едуард Бернщайн.
Законопроектът е внесен в Райхстага през 1898 г., но е подкрепен само от малцинство от Социалдемократическата партия на Германия. Аугуст Бебел, приятел на Хиршфелд от студентските му години, се съгласява да спонсорира опита за отмяна на параграф 175. [23] Хиршфелд обмисля нещо, което в по-късна епоха ще бъде описано като "разкриване": принуждаване да излязат от килера някои от известните и тайно хомосексуални законодатели, които са запазили мълчание по законопроекта. Той организира повторното внасяне на законопроекта и през 20-те години на ХХ век той постига известен напредък, докато превземането на нацистката партия не прекратява всички надежди за подобна реформа.
Като част от усилията си да се противопостави на обществените предразсъдъци, Хиршфелд се изказва по темата табу за самоубийството и е първият, който представя статистически доказателства, че хомосексуалните са по-склонни да се самоубият или да направят опит за самоубийство, отколкото хетеросексуалните[24]. Обобщавайки резултатите, Хиршфелд изчислява, че 3 от всеки 100 гей хора се самоубиват всяка година, че една четвърт от гей хората са правили опити за самоубийство в даден момент от живота си, а останалите три четвърти са имали мисли за самоубийство в даден момент. Той използва данните си, за да твърди, че при съществуващите социални условия в Германия животът на хомосексуалните е буквално непоносим[24].

#### Феминизъм
През 1905 г. Хиршфелд се присъединява към Bund für Mutterschutz ("Лига за защита на майките") - феминистка организация, основана от Хелене Щьокер.Той води кампания за декриминализиране на абортите и срещу политиката, която забранява на учителките и държавните служителки да се омъжват или да имат деца. И Хиршфелд, и Щьокер вярват, че съществува тясна връзка между каузите за правата на хомосексуалните и правата на жените, и Щьокер участва активно в кампанията за отмяна на параграф 175, докато Хиршфелд води кампания за отмяна на параграф 218, който забранява абортите[26]. От 1909 до 1912 г. Щьокер, Хиршфелд, Хедвиг Дом и други успешно водят кампания срещу разширяването на параграф 175, което би криминализирало женската хомосексуалност[27].

## Късни години и изгнание
На 30 януари 1933 г. президентът Паул фон Хинденбург назначава Адолф Хитлер за канцлер. По-малко от четири месеца след като нацистите взимат властта, Институтът на Хиршфелд е закрит. Сутринта на 6 май група студенти от университета, принадлежащи към Националсоциалистическата студентска лига, щурмуват институцията, крещейки "Brenne Hirschfeld!". ("Изгори Хиршфелд!") и започва да бие персонала и да разбива помещенията.[85] Следобед в института пристига СА, която извършва по-систематична атака, като изнася всички томове от библиотеката и ги складира за събитието по изгаряне на книги, което трябва да се проведе четири дни по-късно.[85] Вечерта в института пристига берлинската полиция и обявява, че той е затворен завинаги.
По време на изгарянето на книгите Хиршфелд отдавна е напуснал Германия и се е отправил на лекторско турне, което го отвежда по целия свят; той никога не се завръща в Германия. През март 1932 г. спира за кратко в Атина, прекарва няколко седмици във Виена и след това се установява в Цюрих, Швейцария, през август 1932 г.[86] Докато е там, той работи върху книга, в която разказва за преживяванията и наблюденията си по време на световното си турне, и тя е публикувана през 1933 г. като Die Weltreise eines Sexualforschers (Brugg, Switzerland: Bözberg-Verlag, 1933). В Съединените щати книгата е публикувана в превод на английски език под заглавието Men and Women (Мъже и жени): Putnam's Sons, 1935) и в Англия под заглавие Women East and West: (Лондон: William Heinemann Medical Books, 1935).
На 10 май 1933 г. нацистите в Берлин изгарят произведения на левичари и други автори, които смятат за "негермански", включително хиляди книги, заграбени от библиотеката на Института за сексуална наука на Хиршфелд.